# Kozacki Zarząd Donu, Kubania i Tereku
Kozacki Zarząd Donu, Kubania i Tereku (ros. Казачье управление Дона, Кубани и Терека, niem. Kosaken-Leitstelle) – organ administracyjny przy władzach III Rzeszy zajmujący się kolaboracyjnymi kozackimi formacjami wojskowymi i uchodźcami cywilnymi podczas II wojny światowej.
Po zajęciu ziem kozackich nad Donem latem 1942 r., w Nowoczerkasku za zgodą Niemców został zwołany na pocz. września tego roku zjazd delegatów kozackich, na którym 9 września wyłoniono Sztab Wojsk Dońskich. Powstał on z inicjatywy wybranego wkrótce atamanem marszowym Kozaków dońskich Siergieja W. Pawłowa, który przyjął stopień pułkownika. Sztab pełnił faktycznie funkcje centralnego przedstawicielstwa kozackiego. Na jego czele stanął S.W. Pawłow. 15 listopada płk S.W. Pawłow skierował do władz niemieckich Deklarację Odrodzonego Wojska Dońskiego, dotyczącą nawiązania współpracy i przyznania ziemiom kozackim niezawisłości w sojuszu z III Rzeszą przeciwko Sowietom.
W odpowiedzi Niemcy powołali w grudniu tego roku przy Ministerstwie Rzeszy do spraw Okupowanych Terytoriów Wschodnich w Berlinie Kozacki Zarząd Donu, Kubania i Tereku. Wśród organizatorów Zarządu byli prof. Gerhard von Mende i Nikołaj A. Gimpel. Dzielił się on na 3 Wydziały: Donu, Kubania i Tereku. Do jego zakresu działań należało: oswobodzenie z obozów jenieckich czerwonoarmistów pochodzenia kozackiego, zmiana statusu Kozaków przebywających w Rzeszy, zapewnienie materialnej pomocy uchodźcom kozackim, łączenie rodzin uchodźczych, organizacja punktów dla uchodźców kozackich, koordynacja ewakuacji uchodźców z ziem kozackich, wydawanie miesięcznika „Kosaken Nachrichten”, nawiązanie kontaktu ze wszystkimi kozackimi oddziałami wojskowymi walczącymi na froncie wschodnim. W rezultacie działalności Zarządu do poł. 1943 r. ok. 7 tys. Kozaków, znajdujących się na terytorium III Rzeszy w charakterze ostarbeiterów, otrzymało status wolnych pracowników zagranicznych.
W Rostowie nad Donem płk S.W. Pawłow utworzył Komisję do spraw Kozackich, na czele której stanął prof. Michaił A. Miller. Kontrofensywa Armii Czerwonej rozpoczęta w grudniu 1942 r. doprowadziła do odzyskania północnego Kaukazu w styczniu 1943 r. 2 stycznia tego roku gen. Ewald von Kleist utworzył Kaukaski Sztab do Ewakuacji Uchodźców. W lutym Sowieci zaatakowali ziemie Kozaków dońskich.
Wespół z wojskami niemieckimi działania obronne prowadziły z wielkim poświęceniem oddziały kozackie. Nowoczerkask i Rostów nad Donem – obok oddziałów Wehrmachtu – broniły 1 Doński Pułk Kozacki płk. S.W. Pawłowa (ok. 900 ludzi), Oddział Kozacki Abwehrgruppe-201 Abwehry płk. Chorużenki (ok. 1 tys. ludzi), 17 Doński Pułk Płastuński starsziny wojskowego Budarina i Samodzielny Kozacki Pułk Konny płk. Szwedowa, a także ok. 2 tys. Kozaków w nieregularnych oddziałach pomocniczych. W rejonie Taganrogu walczył 6 Semigoriewski Kozacki Pułk Płastuński. Ponosząc ciężkie straty, oddziały te były zmuszone do odwrotu na zachód. W poł. 1943 r. zostały one zgrupowane pod Chersoniem. Około 6 tys. Kozaków przeorganizowano w 1 Doński, 2 Terski, 3 Mieszany i 4 Kubański Pułki Kozackie. Według spisu uchodźców kozackich, przeprowadzonego pod koniec lipca 1943 r. przez członków Kozackiego Zarządu Donu, Kubania i Tereku pod kierownictwem płk. G.P. Tarasenki, znad Donu i z północnego Kaukazu uciekło 312 tys. 550 osób (mężczyzn, kobiet i dzieci), w tym 135 tys. 850 Kozaków dońskich, 93 tys. 957 Kozaków kubańskich, 23 tys. 520 Kozaków terskich, 11 tys. 865 Kozaków stawropolskich, 15 tys. 780 Kałmuków i 31 tys. 578 górali kaukaskich.
Misję sformowania większej jednostki kozackiej otrzymał płk Helmuth von Pannwitz, który na okupowanej Ukrainie, a następnie w Mławie w Generalnym Gubernatorstwie zaczął tworzyć 1 Kozacką Dywizję Kawalerii. Odbywało się to pod patronatem Kozackiego Zarządu Donu, Kubania i Tereku.